# Органи публічної влади
О́ргани публі́чної вла́ди виступають владними інститутами політично організованого суспільства сучасного типу.
Однією з ознак держави є наявність населення, що певним чином організоване та самоорганізоване за допомогою публічних правил поведінки. Цей процес (само)організації здійснюється через мережу органів публічної влади. Незважаючи на очевидну однорідність функцій, у різних країнах ці органи пройшли свій шлях становлення і становлять собою продукт даного суспільства.
Органи публічної влади відповідають тим же ознакам, що і сама публічна влада:
1. спрямованість на виконання суспільних завдань і функцій;
2. інституційний характер;
3. легітимність;
4. відособленість апарату, що здійснює цю владу, від населення;
5. структурованість за територіальною ознакою;
6. загальність, тобто охоплення владою всіх осіб на відповідній території;
7. безперервність функціонування (за наявності окремих тимчасових органів);
8. універсальність, тобто спрямованість на вирішення усіх справ суспільного значення;
9. обов'язковість владних рішень для всіх суб'єктів на відповідній території;
10. функціонування у правових формах, тобто діяльність за законодавчо встановленою процедурою і оформлення владних рішень правовими актами;
11. можливість використання передбачених законодавством засобів примусу для реалізації своїх рішень;
12. право встановлювати і стягувати загальнообов'язкові податки і збори з населення; самостійне формування бюджету[1].

## Види органів публічної влади
Традиційно, органи публічної влади розподіляються на органи державної влади та органи місцевого самоврядування.
В України можна говорити про такі типи органів публічної влади:
I. Система органів державної влади
II. Система органів влади Автономної Республіки Крим
1. Єдиний представницький орган автономії — Верховна Рада Автономної Республіки Крим
2. Система органів виконавчої влади автономії:

1.   - Рада міністрів Автономної Республіки Крим — вищий виконавчий орган автономії
  - міністерства і республіканські комітети — центральні виконавчі органи автономії

III. Система органів місцевого самоврядування
1. Представницькі органи місцевого самоврядування
2. Виконавчі органи місцевого самоврядування
3. Органи самоорганізації населення:

будинкові, вуличні, квартальні ради і комітети, а також ради мікрорайонів — можуть створюватися за ініціативою жителів і з дозволу сільських, селищних, міських рад.
Якщо виходити з поняття публічної служби, даного в Кодексі адміністративного судочинства України, до органів публічної влади також можна віднести:
- політичні партії;
- Збройні сили України;
- дипломатичні установи України.

Закон України «Про адміністративну процедуру» містить поняття «функції публічної адміністрації» — це надання адміністративних послуг, здійснення інспекційної (контрольної, наглядової) діяльності, вирішення інших справ за заявою особи або за власною ініціативою адміністративного органу. Під адміністративними органами розуміються органи виконавчої влади, органи влади Автономної Республіки Крим, органи місцевого самоврядування, їх посадові особи, інші суб'єкти, що виконують вказані функції.

## Публікації
- Скрипченко Н. М. Діяльність органів публічної влади на місцевому рівні в контексті реалізації принципів стійкого розвитку // Актуальні проблеми державного управління. — 2009. — № 1 (35)
- Бажинова О. А. Взаємодія органів публічної влади з громадськістю як чинник демократизації державного управління // Державне будівництво. — 2001. — № 2
- Мінаєва І. М. Складові поняття «публічна влада» // Державне будівництво. — 2008. — № 1

| Право | Це незавершена стаття з права. Ви можете допомогти проєкту, виправивши або дописавши її. |

| Політика | Це незавершена стаття про політику. Ви можете допомогти проєкту, виправивши або дописавши її. |